# Abu Bakr

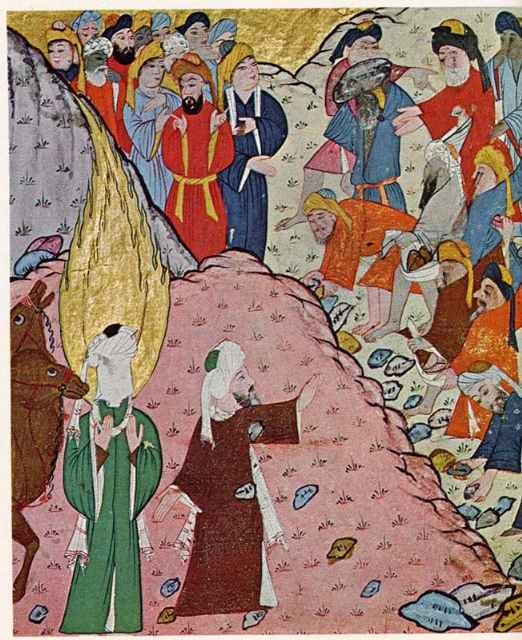
Abu Bakr stoppar en mobb i Mecka.

Abu Bakr (arabiska: أبو بكر), född omkring 573, död 634, var en rik och ansedd  man av stammen Qureish och var en av profeten Muhammeds första anhängare. Abu Bakr utvaldes efter Muhammeds död 632 till dennes efterträdare och blev därvid islamska väldets förste kalif.
Muhammed gifte sig med Abu Bakrs dotter Aisha.

## Biografi
Abu Bakrs inflytande hjälpte att stabilisera kalifatet genom de tidiga svårigheterna med flera uppror efter Muhammeds död, och påbörjade även framgångsrikt erövringen av Syrien under sin härförare Chalid. Efter sin död efterträddes han av Umar ibn al-Khattab.

## Valet av Umar
Abu Bakr valde Umar som sin efterträdare utan att tillsätta något råd. Dock frågade han vissa följeslagare om deras åsikt i samband med det.